# ロリ・ベレンソン
ロリ・ベレンソン（Lori Berenson、1969年11月13日 - ）は、アメリカ合衆国ニューヨーク出身の元革命家。女性。

## 経歴
1990年代にペルーの左翼系反政府組織、トゥパク・アマル革命運動MRTAに参加。1995年に組織がペルー国会を襲撃した事件に荷担した容疑で、同年中にリマ市内で逮捕された。翌1996年、組織がペルー日本大使公邸占拠事件を起こした際に釈放要求が行われたが、襲撃事件自体が失敗に終わり、裁判にかけられた。裁判では、無実を主張するものの終身刑が宣告され、刑務所に収容後、禁固20年と減刑された。刑務所に収容中、2003年に元MRTAメンバーの弁護士と結婚（後に離婚）、2009年に男児を出産している。2010年5月25日に模範囚として仮釈放が認められた。両親などの家族は、ニューヨーク市内に居住しているが、仮釈放にはペルー国内にとどまることが条件となっているため、当面はリマ市内に子供と一緒に居住する見込み。

## 参考記事
- ゲリラ支援の罪で服役の米国人、15年ぶり釈放（CNN.News:2010.5.26,閲覧:2010.6.3） - ウェイバックマシン（2010年5月28日アーカイブ分）
- ペルー左翼ゲリラ支援の米国人女性、15年ぶり仮釈放　公邸占拠事件でも名前（産経News.2010.5.28,閲覧:2010.6.3）